# Las hijas de Nantu
Las hijas de Nantu es un documental peruano del año 2018 dirigido por Willy Guevara. Visibiliza la psicología de las mujeres de la Amazonía peruana a través de sus testimonios.

## Sinopsis
Una investigación permite descubrir que en tiempos ancestrales en la cultura Awajún a las mujeres les fue enseñada la agricultura, de acuerdo a la tradición, por decisión de la deidad suprema Nantú (la Luna) y crean un matriarcado.
Sin embargo, la expansión de los Moche, cultura pre-inca de la costa norte peruana, hace que el hombre awajún se convierta en guerrero, que sometan a las mujeres e instauren la poligamia. Las mujeres buscan recuperar el poder perdido a través de diversos mecanismos, entre ellos, consumiendo plantas venenosas cuando no soportan más el maltrato o inventando los cantos mágicos Anen, en peligro de desaparición, y que merecen rescate por su poder pacificador.
El documental está dividido en cuatro partes, la primera contiene la interpretación personal del director, y la segunda los testimonios de las mujeres sobre por qué toman el veneno.

## Origen
Willy Guevara fue llamado por la Organización Mundial de la Salud para que ir al Amazonas y trabajar con la Dirección de Salud (DISA) Bagua que atendía a las poblaciones awajún y wampis en las ciudades de Bagua, Shiriaco, Imasita, Cenepa, Nieva, Río Santiago. Ahí descubrió la práctica secreta de que las mujeres awajún tomaban plantas venenosas, que ellas conocían, cuando eran agredidas, insultadas o violentadas por algún varón.